# District de Detva
Le district de Detva est un des 79 districts de Slovaquie. Il est situé dans la région de Banská Bystrica.

## Démographie

### Évolution de la population
| Année:               | 1994.  | 2004.   | 2014.   | 2024.   |
| -------------------- | ------ | ------- | ------- | ------- |
| Nombre de personnes: | 34 200 | 33 173  | 32 632  | 30 380  |
| Différence:          |        | -3,00 % | -1,63 % | -6,90 % |

| Année:               | 2023.  | 2024.   |
| -------------------- | ------ | ------- |
| Nombre de personnes: | 30 562 | 30 380  |
| Différence:          |        | -0,59 % |

## Liste des communes

### Ville
- Detva
- Hriňová

### Villages[2]
Detvianska Huta, Dúbravy, Horný Tisovník, Klokoč, Korytárky, Kriváň, Látky, Podkriváň, Slatinské Lazy, Stará Huta , Stožok, Vígľaš, Vígľašská Huta-Kalinka